# Get Up (Ciara)
Get Up è il terzo singolo della cantante R&B statunitense Ciara estratto dalla colonna sonora del film Step Up (2006), ed appartenente anche al suo secondo album, Ciara: The Evolution (2006). La canzone non è il primo singolo ufficiale dell'album, ma è stato pubblicato come primo estratto solamente in Nord America, mentre nel resto del mondo Promise è il primo singolo ufficiale.
Il brano è prodotto da Jazze Pha e vi partecipa Chamillionaire.

## Informazioni
La canzone, il cui testo è stato scritto dagli stessi Ciara e Chamillionaire, fa parte della colonna sonora del film Step Up e campiona per un breve pezzo il singolo Somebody's Watching Me del cantante R&B Rockwell.
Ciara canta di vedere un ragazzo in un nightclub e di danzare con lui. Durante la danza, i due sembrano essere legati l'un l'altro dagli stessi sentimenti che provano mentre ballano, nonostante non si siano mai parlati. I versi di Chamillionaire sono invece un sequel di quelli del precedente singolo Ridin'.
Nel 2006, Get Up è stato distribuito negli USA come primo singolo estratto dell'album, mentre in Europa è stato pubblicato nel 2007 come secondo singolo.
Ciara ha inoltre cantato la canzone durante la seconda stagione del reality show musicale So You Think You Can Dance.

## Andamento in classifica
Negli USA la canzone ha debuttato dapprima nella Billboard Hot 100 alla posizione n.93, per raggiungere quattro settimane dopo la n.7 e diventare così il settimo singolo di Ciara ad entrare in Top 10. Nella Hot Digital Song ha invece raggiunto la posizione n.3.
In Nuova Zelanda ha debuttato alla posizione n.9 e ha raggiunto la posizione n.5 due settimane dopo, diventando il terzo singolo della cantante a raggiungere la Top 5. In Svizzera e in Germania ha raggiunto rispettivamente le posizioni n.17 e 29.
Nel Regno Unito Get Up è stato pubblicato due volte come singolo digitale: la prima volta il 16 ottobre 2006 (raggiungendo così la posizione n.89 nella Official Downloads Chart), la seconda il 18 giugno 2007.
La rivista statunitense Billboard ha inoltre piazzato il singolo alla posizione n.80 della classifica delle migliori hits del 2006

## Videoclip
Il videoclip è stato diretto da Joseph Kahn ed ha debuttato su AOL Music il 17 luglio 2006. Il giorno seguente ha invece debuttato su TRL e nel countdown dell'emittente televisiva BET 106 & Park.
Per la sua realizzazione sono state impiegate molte tecniche di computer grafica: inizialmente Ciara è sdraiata sul suo letto, ma si alza subito. Da quel momento in poi, l'ambientazione si svolge nella piazza e sopra i palazzi di un'ipotetica città del futuro, dove la cantante si esibisce in coreografie sexy e spericolate. Alla fine, torna a sdraiarsi di nuovo sul suo letto. I cameo sono quelli degli attori Channing Tatum e Jenna Dewan, protagonisti del film Step Up, che si incontrano sotto il fragore della pioggia.

## Remix e versioni
Sulla pagina del MySpace della cantante è stato pubblicato il remix ufficiale della canzone, prodotto da Polow da Don, che include nuovi versi di Ciara e l'impiego nuove basi. Tale remix campiona il singolo Freak Me del gruppo Silk. Nel Regno Unito, Get Up è stato ripubblicato il 18 giugno 2007 in un'edizione contenente non solo la versione originale, ma anche un altro remix, quest'ultimo realizzato da Kardinal Beats (produttore che ha remixato anche i singoli di Ciara Oh e Like a Boy).
Di seguito, sono elencati tutti i remix e le versioni del singolo:
- Get Up (A cappella)
- Get Up (Album Version) feat. Chamillionaire
- Get Up (Digital Dog Club Mix)
- Get Up (Digital Dog Radio Edit)
- Get Up (Instrumental)
- Get Up (Kardinal Beats Remix) feat. Chamillionaire
- Get Up (Main Version)
- Get Up (Moto Blanco Radio Edit)
- Get Up (Moto Blanco Vocal Mix)
- Get Up (Prodotta da Jazze Pha) feat. Chamillionaire (Versione pubblicata)
- Get Up (Radio Edit)
- Get Up (Remix) feat. Polow da Don & ATL
- Get Up (Video Version) feat. Chamillionaire
- Get Up (Video) feat. Chamillionaire

## Tracce
I lati A e B dell'edizione del singolo in vinile contengono le stesse tracce.
- USA - Vinile

1. Get Up feat. Chamillionaire (main version) (clean) – 4:25
2. Get Up (main no rap) – 3:58
3. Get Up (instrumental) – 3:58
4. Get Up (acappella) – 3:59

- USA - CD singolo

1. Get Up feat. Chamillionaire (main version) (clean) – 4:25
2. Get Up (instrumental) – 4:25
3. Get Up (main no rap) – 3:58
4. Get Up (Instrumental no rap) – 3:52

- UK - CD singolo di importazione/Pubblicazione digitale

1. Get Up feat. Chamillionaire (main version) (clean)
2. Get Up (Moto Blanco radio edit)
3. Get Up (Moto Blanco vocal mix)
4. Get Up video – 5:01

- UK - Ripubblicazione digitale

1. Get Up featuring Chamillionaire (main version)
2. Get Up (Kardinal Beats remix)

- EP digitale

1. Get Up feat. Chamillionaire (main version)
2. Get Up (Moto Blanco Vocal Mix)
3. Get Up (Digital Dog Club Mix)
4. Get Up (Kardinal Beats Remix)

## Classifica
| Chart (2006)                               | Posizione massima |
| ------------------------------------------ | ----------------- |
| Billboard Hot 100 (USA)                    | 7                 |
| Billboard Hot R&B/Hip-Hop Songs (USA)      | 10                |
| Billboard Pop 100 (USA)                    | 13                |
| ARC Weekly Top 40 (USA)                    | 13                |
| RIANZ Top 40 (Nuova Zelanda)               | 5                 |
| Switzerland Singles Chart (Svizzera)       | 17                |
| Germany Singles Chart (Germania)           | 29                |
| Romanian Top 100 Singles (Romania)         | 52                |
| Official Downloads Chart (UK)              | 89                |
| Chart (2007)                               | Posizione massima |
| Lithuania Hot R&B/Hip-Hop Songs (Lituania) | 10                |
| Lithuania Airplay Chart (Lituania)         | 42                |